# (376) Geometria
(376) Geometria – planetoida z pasa głównego asteroid okrążająca Słońce w ciągu 3 lat i 170 dni w średniej odległości 2,29 j.a. Została odkryta 18 września 1893 roku w Observatoire de Nice w Nicei przez Auguste Charloisa. Nazwa planetoidy pochodzi od dziedziny matematyki jaką jest geometria. Przed jej nadaniem planetoida nosiła oznaczenie tymczasowe (376) 1893 AM.